# 朱茉

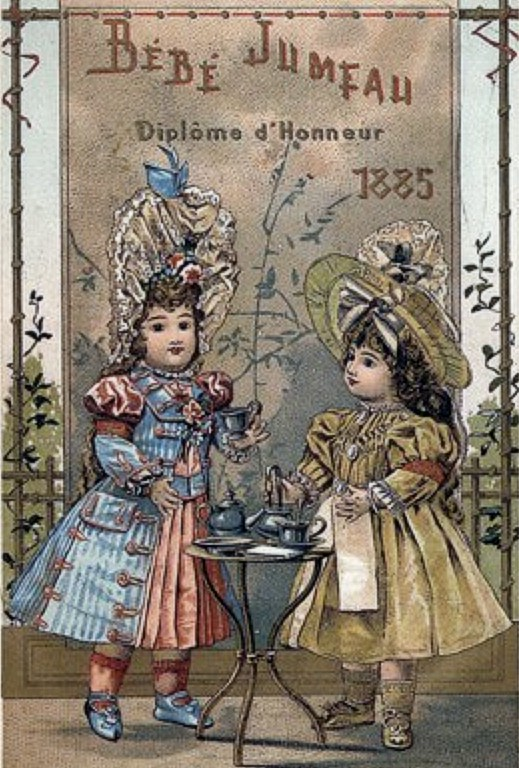
朱茉的玩偶廣告（1885年）

朱茉（Jumeau）是一間法國公司，成立於1840年代初，主要是設計和製造高品質玩偶。朱茉由路易·德西雷·貝爾頓和皮埃爾·弗朗索瓦·朱茉（Pierre-François Jumeau）在法國巴黎附近所創立。雖然貝爾頓沒有長期控制公司，但是在朱莫（和他的兒子埃米爾）的領導下，該公司很快以製造玩偶聞名於世，其產品擁有美麗的面孔和精緻的服裝，反映當時的流行時尚。這些玩偶現在仍然受到收藏家歡迎，在拍賣會中以高價售出。